# Ningbo
Ningbo veraltet Ningpo (chinesisch 寧波市 / 宁波市, Pinyin Níngbō shì, mit Níngbō , dt. etwa „ruhige Welle“ od. „Welle des Friedens“, kurz 甬,  yǒng, selten 寧 / 宁,  níng ) ist eine Küstenstadt der ostchinesischen Provinz Zhejiang. Sie ist eine der 15 provinzunmittelbaren Städte (副省级城市) Chinas und hat damit als Kommune mehr Befugnisse als die Provinzhauptstadt Hangzhou. Ningbo befindet sich im Süden der bevölkerungsreichen Yangtse-Mündungsregion in der Ningshao-Ebene und liegt gegenüber dem ostchinesischen Meer. Sie hat eine Fläche von 9.145 km² und 9.404.283 Einwohner (Stand: Zensus 2020). Sie ist Partnerstadt von Aachen.

## Geschichte
Ningbo blickt zurück auf eine 7000-jährige Geschichte. Die ältesten Funde in Yúyáo stammen aus der jungsteinzeitlichen Hemudu-Kultur.
Während der Qin-Dynastie (221–207 vor Chr.) begann hier unter der Führung von Xu Fu der Seehandel mit dem Ausland. In der zweiten Hälfte des 5. Jahrhunderts gewann Ningbo als Hafenstadt eine wichtige Rolle, vor allem mit dem nahe gelegenen Korea. Während der Tang-Dynastie wurden die offiziellen Beziehungen und damit ein Großteil des Handels unterbrochen. Bis zum 11. Jahrhundert war Ningbo das wichtigste Außenhandelszentrum an der chinesischen Küste geworden. Im Jahre 1127 wurde Hangzhou als Hauptstadt der Süd-Song-Dynastie (960–1279) etabliert, was zu einer weiter wachsenden Bedeutung Ningbos führte, da im Hafen Ningbos der Außenhandel Hangzhous abgewickelt wurde.
Während der Ming-Zeit (1368–1644) ging die Entwicklung Ningbos zurück. Ab 1433 wurde der Außenhandel fast komplett unterbunden, der Bau hochseetauglicher Schiffe wurde verboten. Die Stadt diente in erster Linie als Verteidigungsstützpunkt gegen Piraten.
Die Wiederbelebung Ningbos wurde durch den Handel unterstützt. 1545 begannen die Portugiesen, Handel mit China über Ningbo zu treiben, danach kamen holländische und britische Kaufleute in die Stadt. Gleichzeitig florierte der Küstenhandel und der Handel mit den Philippinen und Taiwan. 1843 war Ningbo einer der fünf Vertragshäfen für den Außenhandel, aber das Handelsvolumen nahm zugunsten von Shanghai immer weiter ab.
Am 27. Oktober 1940 setzte die japanische Einheit 731 im Zweiten Japanisch-Chinesischen Krieg gegen die Bevölkerung Pestbakterien ein. Bei der Epidemie starben 99 Menschen.
Bevölkerungsentwicklung der Agglomeration laut UN
| Jahr | Einwohnerzahl |
| ---- | ------------- |
| 1950 | 282.000       |
| 1960 | 338.000       |
| 1970 | 377.000       |
| 1980 | 447.000       |
| 1990 | 752.000       |
| 2000 | 1.849.000     |
| 2010 | 2.786.000     |
| 2017 | 3.668.000     |

## Geographie
Ningbo verfügt über eine Küstenlänge von 1562 km, die Bevölkerung besteht überwiegend aus Han-Chinesen. Daneben leben dort kleine Minderheiten der Tujia, Miao und Zhuang. Amtssprache ist neben Hochchinesisch der Regiolekt Wu.

### Administrative Gliederung

Administrative Unterteilungen der Stadt Ningbo

Auf Kreisebene setzt sich Ningbo aus sechs Stadtbezirken, zwei Kreisen und drei kreisfreien Städten zusammen. Diese sind (Stand der Einwohnerzahlen: Zensus 2020):
- Stadtbezirk Hǎishǔ (海曙区/海曙區), 596 km², 1.041.285 Einwohner;
- Stadtbezirk Jiangbei (江北区/江北區), 208 km², 488.885 Einwohner;
- Stadtbezirk Beilun (北仑区/北侖區), 587 km², 829.448 Einwohner;
- Stadtbezirk Zhenhai (镇海区/鎮海區), 245 km², 510.462 Einwohner;
- Stadtbezirk Yinzhou (鄞州区/鄞州區), 799 km², 1.609.555 Einwohner;
- Stadtbezirk Fenghua (奉化区/奉化區), 1.251 km², 577.505 Einwohner;
- Kreis Ninghai (宁海县/寧海縣), 1.735 km², 695.958 Einwohner;
- Kreis Xiangshan (象山县/象山縣), 1.196 km², 567.665 Einwohner;
- Stadt Cixi (慈溪市/慈溪市), 1.169 km², 1.829.488 Einwohner;
- Stadt Yuyao (余姚市/餘姚市), 1.360 km², 1.254.032 Einwohner.

### Klima
In Ningbo herrscht typisches subtropisch-feuchtes Monsunklima mit milden Wintern und heißen Sommern. Die Durchschnittstemperaturen liegen im Januar zwischen 2 und 8 °C, im Juli zwischen 27 und 37 °C und im Jahresdurchschnitt zwischen 15 und 19 °C. Die jährliche Niederschlagsmenge liegt zwischen 1200 und 1800 Millimetern.
|                       | Jan | Feb | Mär  | Apr  | Mai  | Jun  | Jul  | Aug  | Sep  | Okt  | Nov  | Dez  |   |      |
| Mittl. Tagesmax. (°C) | 8,8 | 9,5 | 13,6 | 19,7 | 24,1 | 27,5 | 32,3 | 31,9 | 27,5 | 22,8 | 17,5 | 11,6 | ⌀ | 20,6 |
| Mittl. Tagesmin. (°C) | 1,2 | 2,2 | 5,7  | 11,1 | 16,4 | 20,7 | 24,6 | 24,5 | 20,7 | 14,8 | 9,0  | 3,1  | ⌀ | 12,9 |
|                       |     |     |      |      |      |      |      |      |      |      |      |      |   |      |
| Niederschlag (mm)     | 54  | 79  | 104  | 115  | 137  | 193  | 165  | 140  | 190  | 87   | 64   | 46   | Σ | 1374 |

| 1,2 |

| 2,2 |

| 5,7 |

| 11,1 |

| 16,4 |

| 20,7 |

| 24,6 |

| 24,5 |

| 20,7 |

| 14,8 |

| 9,0 |

| 3,1 |

| 1,2 |

| 2,2 |

| 5,7 |

| 11,1 |

| 16,4 |

| 20,7 |

| 24,6 |

| 24,5 |

| 20,7 |

| 14,8 |

| 9,0 |

| 3,1 |

## Wirtschaft
Laut einer Studie aus dem Jahr 2014 erwirtschafte Ningbo ein Bruttoinlandsprodukt von 179 Milliarden US-Dollar in Kaufkraftparität. In der Rangliste der wirtschaftsstärksten Metropolregionen weltweit belegte die Stadt damit den 64. Platz. Das BIP pro Kopf liegt bei 23.153 US-Dollar (KKP). In der Stadt waren 1,2 Millionen Arbeitskräfte beschäftigt, davon 46,5 % in der Manufakturindustrie. Mit 7,8 % im Zeitraum von 2009 bis 2014 wuchs das BIP pro Kopf schnell.
Heute ist der Hafen Ningbos einer der wichtigsten Häfen Chinas, seine Umschlagkapazität im Jahr 2002 erreichte 200 Mio. Tonnen (siehe Ningbo-Zhoushan-Hafen). Im Beilun-Hafenbecken befindet sich ein großer Kai, der dem Umschlag von Erz dient.
In den 1980er Jahren wurde ein Flughafen errichtet. Ningbo ist außerdem ein wichtiger Industriestandort, vor allem für die Chemie- und Textilindustrie, aber auch für die Photovoltaikbranche. Ningbo ist eine der Pilotstädte der Wettbewerbs- und Industriestrategie Made in China 2025.
Im März 2019 beschlossen Stadtregierung und Parteikommission von Ningbo, vier große Gewerbegebiete auszuweisen. Das erste davon war der sogenannte „Neue Stadtbezirk Vorderbucht“ (前湾新区), im Norden des Stadtgebiets an der Hangzhou-Bucht gelegen. Die Bezeichnung ist inspiriert von den Neuen Stadtbezirken in Shanghai und Tianjin, es handelt sich hier aber um eine andere Rechtsform – die kreisfreie Stadt Cixi blieb als solche erhalten. Mit dem Gewerbegebiet Vorderbucht positionierte sich Ningbo im Einzugsbereich der großen Städte Shanghai, Hangzhou und Jiaxing; heute wird Ningbo von den chinesischen Stadt- und Wirtschaftsplanern als Teil der Megalopolis Yangtse-Delta (长江三角洲城市群, kurz 长三角) betrachtet.
Als zweites der Gewerbegebiete folgte am 6. November 2020 der „Neue Stadtbezirk Südbucht“ (南湾新区), im Süden des Stadtgebiets an der Sanmen-Bucht gelegen. Das Gebiet am Nordufer der Bucht umfasst sechs Gemeinden und Großgemeinden des Kreises Ninghai sowie acht Gemeinden und Großgemeinden des Kreises Xiangshan, mit einer Gesamtbevölkerung von 500.000 Menschen. Mit diesem Gewerbegebiet will man Anschluss an die südlich von Ningbo gelegene, wirtschaftsstarke Stadt Taizhou finden. Das Gewerbegebiet Südbucht würde auch von dem seit 2017 geplanten Bau der S-Bahn Ningbo–Xiangshan profitieren, die langfristig bis hinunter nach Shipu verlängert werden soll.

## Verkehr

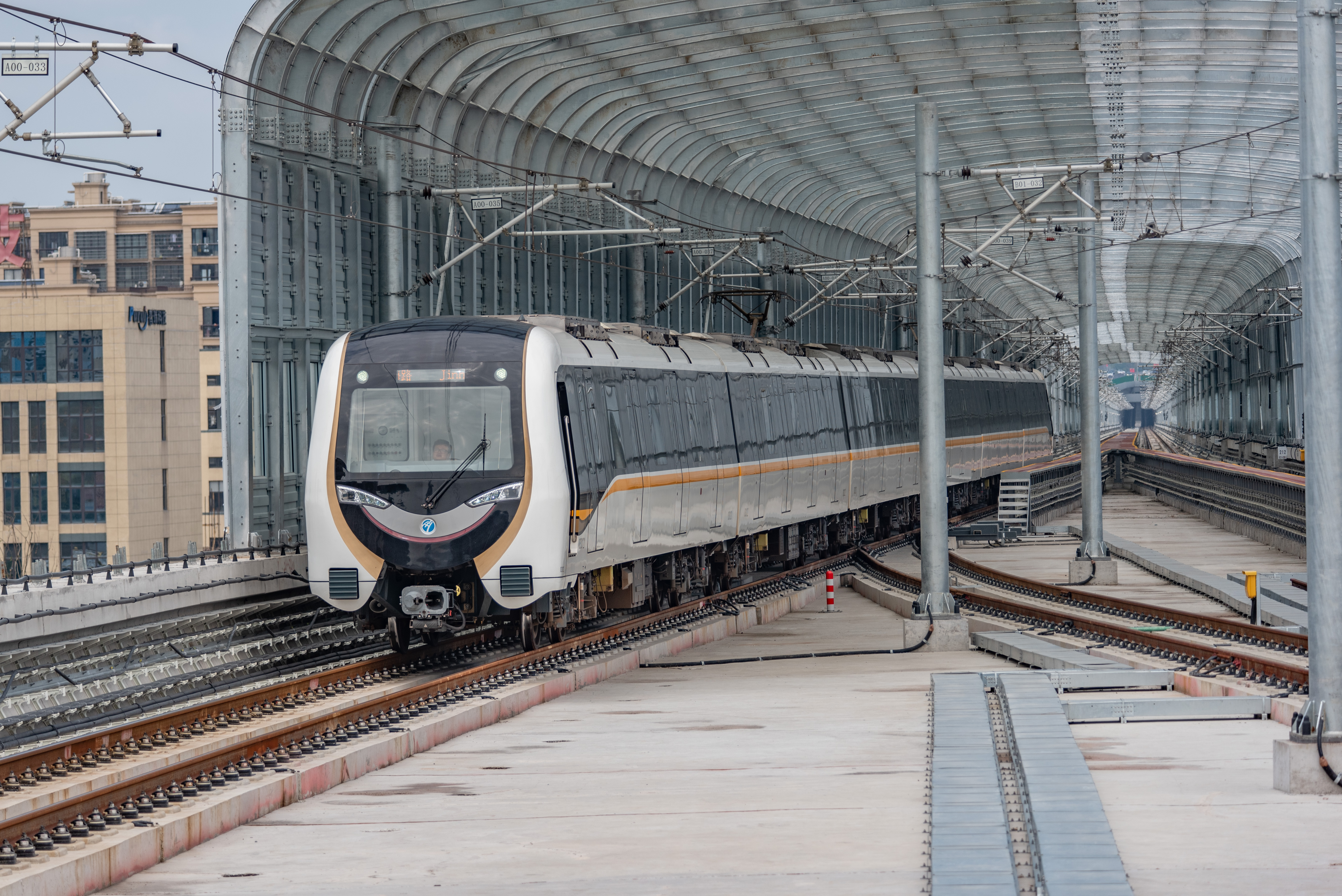
Die U-Bahn von Ningbo verläuft teilweise oberirdisch

Ningbo verfügt mit dem Ningbo Rail Transit über eine U-Bahn, die bei zwei der fünf Linien Verbindungen weit in das Umland schafft.

## Bildung
- University of Nottingham Ningbo China

## Bauwerke
- Ningbo Center, Hochhaus

## Städtepartnerschaften

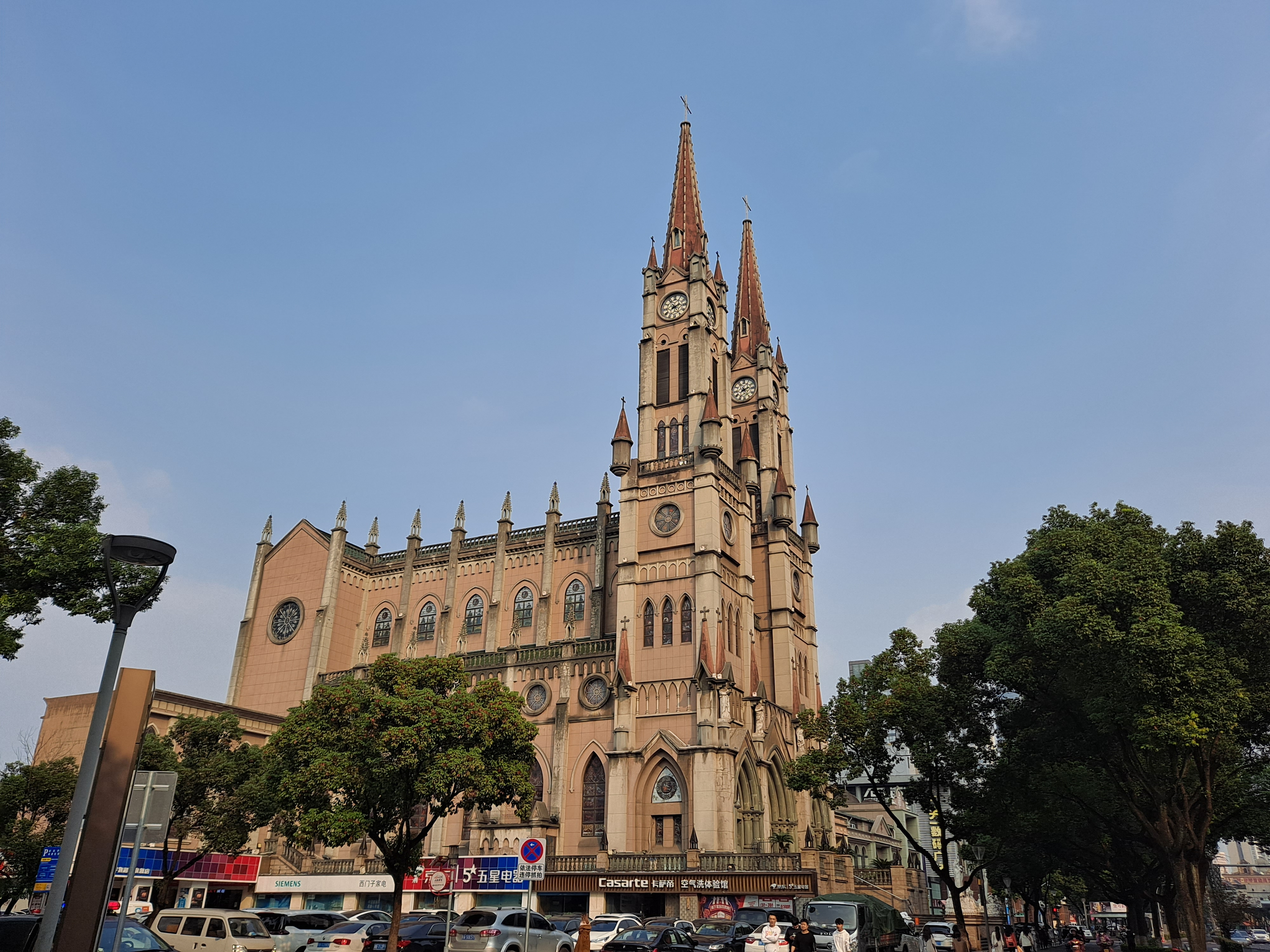
Katholische Kirche am Tianyi-Platz in Ningbo

Ningbo unterhält mit folgenden Städten partnerschaftliche Verbindung – 友好城市 – „Partnerstädte“:
| Stadt                       | Land                   | seit           | Bemerkung |
| --------------------------- | ---------------------- | -------------- | --------- |
| Nagaokakyō                  | Japan                  | April 1983     | –         |
| Aachen                      | Deutschland            | Oktober 1986   | –         |
| Wilmington (Delaware)       | Vereinigte Staaten     | Mai 1988       | –         |
| Rouen                       | Frankreich             | März 1990      | –         |
| Waitakere City              | Neuseeland             | November 1998  | –         |
| Santos                      | Brasilien              | Januar 2002    | –         |
| Veszprém                    | Ungarn                 | Juli 2003      | –         |
| Nelson Mandela Municipality | Südafrika              | September 2003 | –         |
| Warna                       | Bulgarien              | Juni 2004      | –         |
| Stavanger                   | Norwegen               | September 2004 | –         |
| Nottingham                  | Vereinigtes Königreich | September 2005 | –         |
| Bydgoszcz                   | Polen                  | November 2005  | –         |

Ningbo unterhält mit folgenden Städten freundschaftliche Verbindung – 友好交流关系城市 – „freundschaftlich verbundene Städte“:
| Stadt           | Land               | seit           | Bemerkung |
| --------------- | ------------------ | -------------- | --------- |
| Masuda          | Japan              | Oktober 1990   | –         |
| Ueda            | Japan              | Februar 1995   | –         |
| Barcelona       | Spanien            | Oktober 1995   | –         |
| Suncheon        | Südkorea           | Juni 1997      | –         |
| Surrey          | Kanada             | Mai 1999       | –         |
| Houston         | Vereinigte Staaten | September 2000 | –         |
| Wiener Neustadt | Österreich         | September 2000 | –         |
| Daegu           | Südkorea           | September 2000 | –         |
| Aguascalientes  | Mexiko             | November 2006  | –         |
| Milwaukee       | Vereinigte Staaten | 2006           | –         |
| Verona          | Italien            | –              | [ 8 ]     |

## Söhne und Töchter der Stadt
- Dong Xi (195–21?, Yuyao), Heerführer zur Zeit der Wu-Dynastie
- John Merle Coulter (1851–1928), US-amerikanischer Botaniker und Gründungsherausgeber der Botanical Gazette
- Chiang Kai-shek (1887–1975 Fenghua) Militär und Politiker der Kuomintang
- Zhang Shichuan (1890–1954), Filmregisseur und Filmproduzent (gilt als Pionier des chinesischen Films)
- Run Run Shaw (1907–2014), Filmproduzent
- Chiang Ching-kuo (1910–1988), Politiker der Kuomintang
- Shi Jiuyong (1926–2022), Jurist und Rechtswissenschaftler
- Joseph Shih (1926–2021), Jesuit und Hochschullehrer
- Tu Youyou (* 1930), Pharmakologin und Nobelpreisträgerin
- Morris Chang (* 1931), IT-Ingenieur und Wirtschaftsmanager
- Liu Zhongli (* 1934), Finanzminister der Volksrepublik China
- Chen Liangyu (* 1946), Politiker
- Xie Xuren (* 1947), Finanzminister der Volksrepublik China
- Ding Yaping (* 1967), deutsch-chinesische Tischtennis-Nationalspielerin
- Zhou Weihui (* 1973, Yuyao) Schriftstellerin
- Wang Shun (* 1994), Schwimmer
- Zhou Haodong (* 1998), Badmintonspielerin
- Chen Yujie (* 2008), Sprinterin
- Yan Ziyi (* 2008), Speerwerferin